# Eisbach (Schwarzach)
Der Eisbach ist ein linker Zufluss der Schwarzach in der Gemeinde St. Veit in Defereggen (Bezirk Lienz).
Der Eisbach entspringt an der Südflanke des Gritzern Hörndle knapp oberhalb der Waldgrenze, wobei dieser Bereich als Seitenegge bezeichnet wird und zum Gebiet der Gritzer Alm gehört. Der Eisbach fließt in südlicher Richtung talwärts durch den Bannwald, der sich im sonnenseitigen Bereich des Defereggentals befindet. In der Folge passiert der Eisbach den von Wiesen geprägten Bereich zwischen den Ortschaften Gassen und Stemmering und fließt danach durch locker bewaldetes Gebiet bis zum Talboden. Dort strebt der Eisbach begleitet von Ufergehölz der Mündung zu, wobei er zuvor die Defereggentalstraße unterquert. Die Mündung in die Schwarzach befindet sich südöstlich des Einzelhof Mentler.
Der Eisbach befindet sich zwischen dem Einzugsgebiet der Gassen Mure im Westen und des Gritzer Almbachs im Osten. Der westliche Zubringer des Gritzer Almbachs wurde ebenfalls als Eisbach oder Eisbachl bezeichnet.